# Konservburk

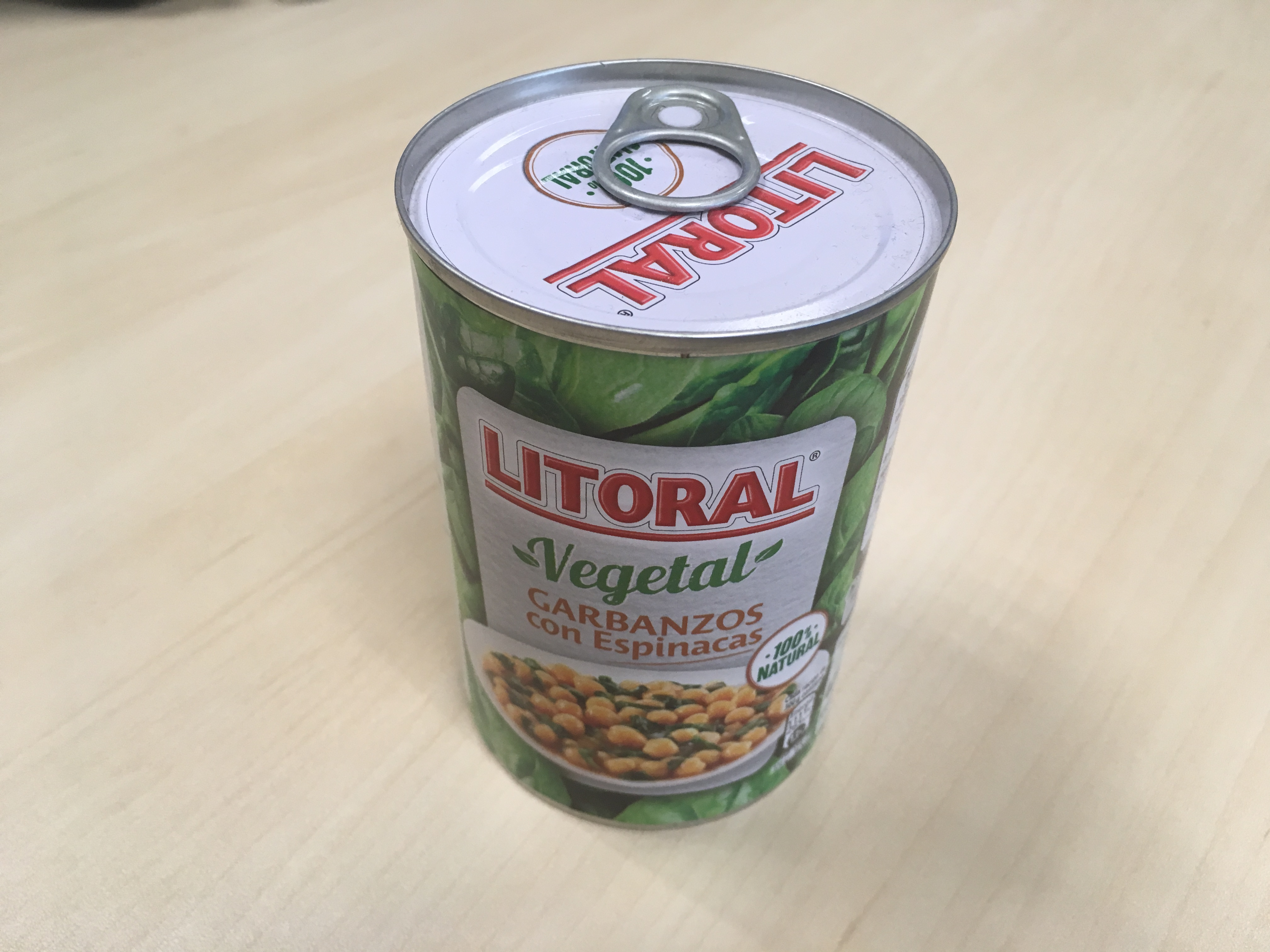
En spansk konservburk innehållande kikärtor med spenat. På ovansidan sitter ett handtag för öppning utan konservöppnare.

Konservburk är en hermetiskt tillsluten plåtburk, oftast av bleckplåt, som främst används vid konservering och förvaring av diverse livsmedel. Om konservburken har tillslutits och också steriliserats kallas det "helkonserv". Om produkten förvaras i hermetiskt tillsluten burk som inte steriliserats kallas det "halvkonserv".
De flesta konservburkarna är avsedda att öppnas med en konservöppnare. En del konservburkar har numera en inbyggd öppnare bestående av en ögla (liknande den på dryckesburkar) som man kan bända upp locket med.

## Historia

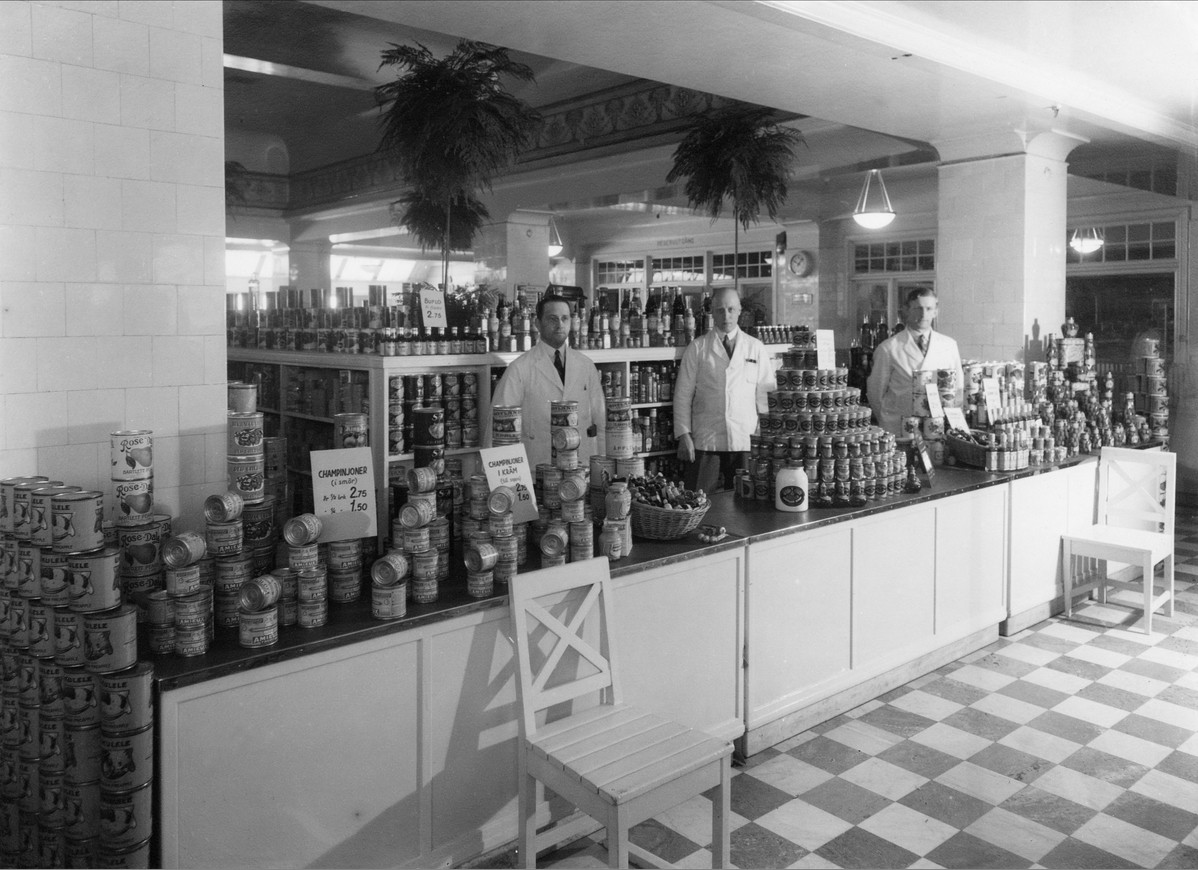
Konservavdelningen på NK-varuhuset i Stockholm 1930.

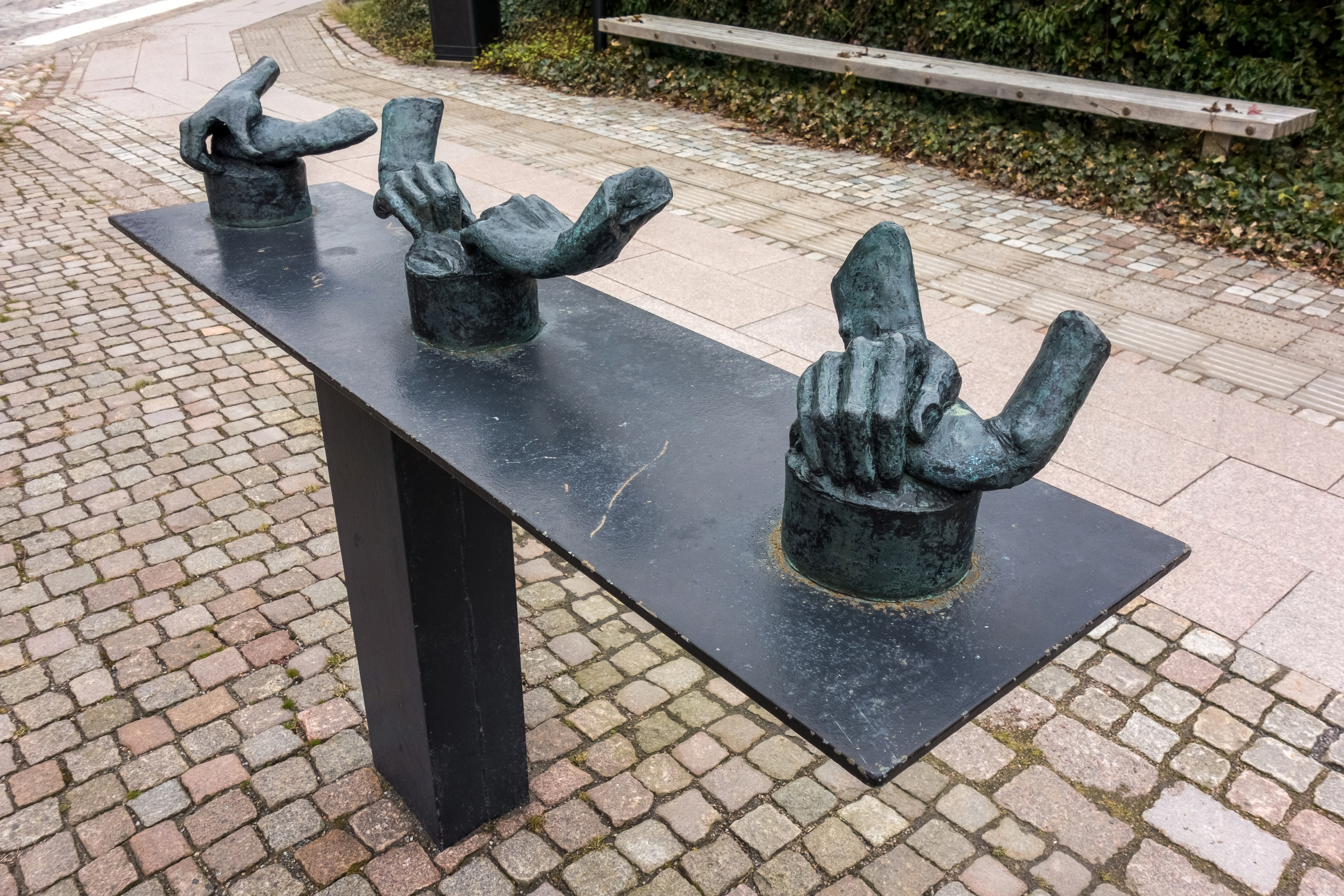
Händers arbete, bronsskulptur av Linda Lundgren för att hedra arbeterskorna som i början av 1900-talet packade konservburkar för hand i t.ex. fiskindustrin.

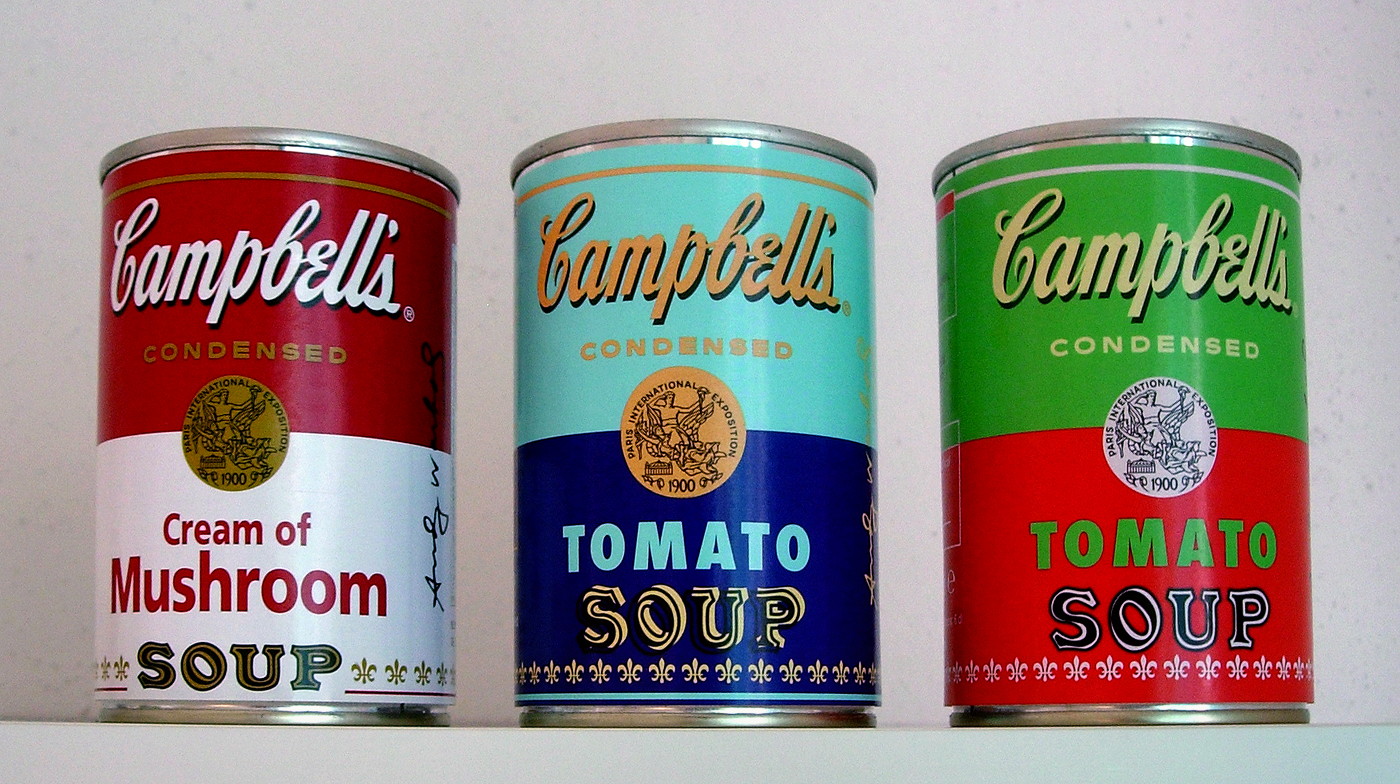
Campbell's soppburkar, Special edition med Andy Warhols signatur.

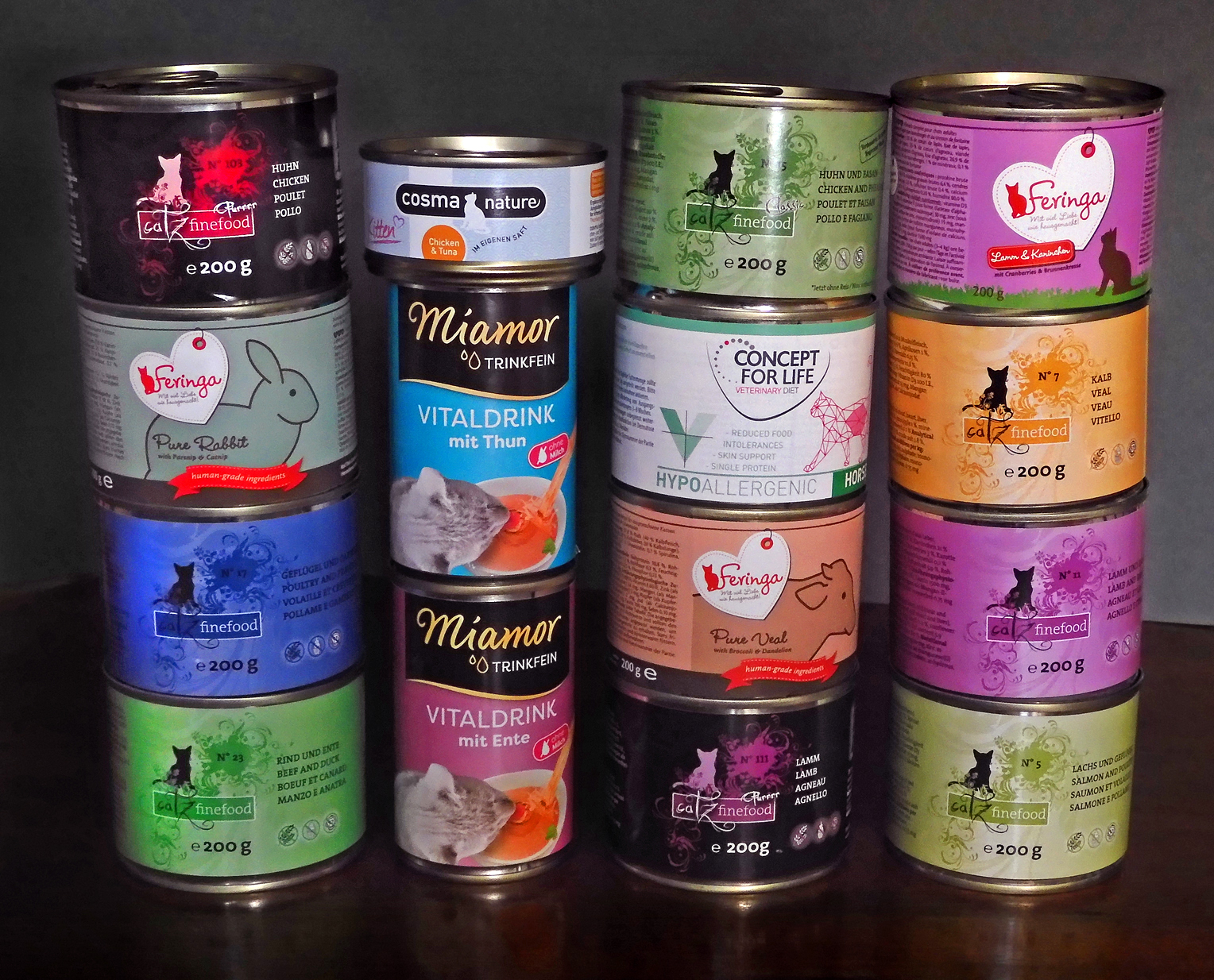
Kattmat i konservburkar.

Konservburken blev känd för världen 1810, då britten Peter Durand fick patent på idén om att konservera och förvara mat i en lufttät plåtburk. Durand vidareutvecklade en idé av den franske uppfinnaren Nicolas Appert. Konservburken populariserades i och med Krimkriget.
De första konservburkarna var dock så tjocka att man var tvungen att använda hammare och stämjärn för att kunna öppna dem. Med tiden förfinades tillverkningsmetoderna och burkarna blev tunnare.
Viktiga framsteg för införandet av konservbruken var uppfinnandet av autoklaven 1873 och uppfinnandet av den maskinella framställningen av konservburkar av R. Karges 1875.
De första svensktillverkade konserverna kom från Axel Molinders konservfabrik som grundades 1869.

## Hälsorisker
Livsmedelsverket anser att det inte medför någon hälsorisk att förtära livsmedel från buckliga konservburkar, under förutsättning att de är täta.

### Bisfenol A
Den epoxibeläggning som finns på konservburkarnas insidor läcker hormonpåverkande kemikalier, såsom Bisfenol A (BPA), till maten.
I Japan minskade tillverkare frivilligt mängden BPA 1998–2003 på grund av oro över hälsorisker, bland annat genom att epoxibeläggning ersattes av PET-film.
EFSA gjorde 2023 en ny riskvärdering som visar att alla åldersgrupper får i sig för mycket BPA. Lacken i konservburkar anses stå för en stor del av det. EU-kommissionen arbetar på ett förbud mot flera hälsoskadliga bisfenoler i material som kommer i kontakt med livsmedel.

## Förvaring och hållbarhet
Fördelar med förvaring i slutna konservburkar är att hållbarhetstiden är lång, de tål obekväma transporter och kan förvaras i rumstemperatur utan att innehållet tar skada. Det medför att konservburkar lämpar sig bra i sommarstugan, båten, husvagnen, husbilen eller på campingen.
Öppnade konservburkar bör däremot inte användas för förvaring av livsmedel eftersom tenn kan spridas då.

## Exempel på konserver
Livsmedelskonserver innehåller antingen en inläggning eller en sås.

### Fiskochskaldjur
Sardiner, tonfisk, makrill, surströmming och fiskbullar

### Frukt,grönsakerochsvamp
Tomater, majs, champinjoner, skivad ananas, aprikoshalvor, mandarinklyftor och fruktsallad.

### Bönor
Vita bönor, kidneybönor och kikärter.

### Köttochfärdigrätter
Kalops, korv, skinka, ravioli, pölsa, pyttipanna, ärtsoppa och köttbullar i gräddsås.